# Силиус
Силѝус (на италиански и на сардински: Silius) е село и община в Южна Италия, провинция Южна Сардиния, автономен регион и остров Сардиния. Разположено е на 585 m надморска височина. Населението на общината е 1280 души (към 2010 г.).